# Yegor Ivanovich Zolotarev
Yegor (Egor) Ivanovich Zolotarev (em russo:  Его́р Ива́нович Золотарёв; São Petersburgo, 31 de março de 1847 – São Petersburgo, 19 de julho de 1878) foi um matemático russo.

## Biografia
Filho de Agafya Izotovna Zolotareva e do mercador Ivan Vasilevich Zolotarev em São Petersburgo, Império Russo.

## Publicações
- Zolotareff G. (1872). «Nouvelle démonstration de la loi de de réciprocité de Legendre» (PDF). Nouvelles Annales de Mathématiques. 2e série. 11: 354–362[ligação inativa]
- Zolotareff G. (1872). «Sur la méthode d'intégration de M. Tchébychef». Math. Ann. 5 (4): 560–580. doi:10.1007/BF01442910
- Korkine A., Zolotareff G. (1872). «Sur les formes quadratiques positives quaternaires». Math. Ann. 5 (4): 581–583. doi:10.1007/BF01442912
- Korkine A., Zolotareff G. (1873). «Sur les formes quadratiques». Math. Ann. 6 (3): 366–389. doi:10.1007/BF01442795
- Korkine A., Zolotareff G. (1877). «Sur les formes quadratiques positives». Math. Ann. 11 (2): 242–292. doi:10.1007/BF01442667
- Zolotareff E. I. (1874). «Sur la méthode d'intégration de M. Tchébychef». Jour. De Math. Pures et appl. 2e série. 16: 161–188
- Zolotareff E. I. (1880). «Sur la thèorie des nombres complêxes». Jour. De Math. Pures et appl. 3e série. 6: 51–84, 129–166